# Federico Román
Federico Román is een provincie in het departement Pando in Bolivia. De provincie heeft een oppervlakte van 13.200 km² en heeft 7.034 inwoners (2012). De hoofdstad is Nueva Esperanza.
Federico Román is verdeeld in drie gemeenten:
- Nueva Esperanza
- Santos Mercado
- Villa Nueva

Abuná · 
Federico Román · 
Madre de Dios · 
Manuripi · 
Nicolás Suárez